# الإنسان الفسيولوجي الافتراضي
الإنسان الفسيولوجي الافتراضي هي مبادرة أوروبية تهتم في الإطار المنهجي التكنولوجي، الذي يمكن النقاش والعمل التعاوني لتحقيق ومعاينة جسم الإنسان كنظام كامل ومعقد. إن إطار العمل الجماعي يسمح بمشاركة المصادر والملاحظات التي تشكلها المؤسسات والمنظمات المختلفة، مما يخلق منه نماذج مختلفة على أجهزة الحواسيب، ولكنها متكاملة مع بعضها من حيث الوظائف الميكانيكية والفيزيائية والكيميائية الحيوية لجسم الإنسان الحي.
إن إطار عمل الإنسان الفسيولوجي الافتراضي يهدف إلى أن يكون «تكامليًا وتوقعيًا ووصفياً». كلابوورثي ومساهمون آخرون يقولون أنه من المهم ان يكون إطار العمل «وصفيًا» أي من خلال السماح بجمع ملاحظات الرعاية الصحية والمختبرات حول العالم ليتم جمعها وفهرستها وتنظيمها ومشاركتها ودمجها بأي طريقة ممكنة، ويجب أن يكون العمل «تكامليًا» أي من خلال تمكين التحليل التعاوني لتلك الملاحظات، بواسطة المهنيين ذوي الصلة، من أجل إنشاء فرضيات نظامية. وأخيرًا يجب أن يكون العمل «توقعيا» أو تنبؤياً أي من خلال تشجيع الترابط بين النماذج المتوقعة التي تقبل التوسيع والتطوير، وبين الشبكات النظامية التي تعزز تلك الفرضيات النظامية، مع السماح بمقارنة الملاحظات ورصد الفرضيات.
يتكون إطار العمل من مجموعات كبيرة من بيانات في علم التشريح، وفي علم وظائف الأعضاء، وفي الحالات المرضية المجمعة والمخزنة في تنسيق رقمي والذي عادةً ما يكون مخزن عن طريق عمليات المحاكاة التنبؤية المطورة (التجارب الافتراضية التي تحل محل التجارب الحقيقية) لهذه المجموعات الكبيرة من البيانات، وعن طريق الخدمات التي تهدف إلى دعم الباحثين في إنشاء وصيانة هذه النماذج للإنسان الفسيولوجي الإفتراضي، وكذلك عن طريق إنشاء «تقنيات المستخدم النهائي» لسهولة استخدامها في الممارسة السريرية. تهدف نماذج الإنسان الفسيولوجي الإفتراضي إلى دمج العمليات الفسيولوجية مختلفة المصدر عبر مقاييس الطول والوقت المختلفة. وتمكن هذه النماذج إمكانية جمع البيانات الخاصة بالمريض والتمثيلات السكانية. إن الهدف هو تطوير نهج نظامي يهدف إلى فهم أفضل للتعقيد دون تبسيط الواقع كثيرًا أي يتجنب تقسيم الأنظمة البيولوجية بأي طريقة معينة إلى تفاصيل صغيرة (الجسم، العضو، الأنسجة، الخلايا، الجزيئات)، وهذا يكون من خلال تقسيم المعلومات العلمية إلى أفرع مثل: علم الأحياء وعلم وظائف الأعضاء والفيزياء الحيوية والكيمياء الحيوية والاحياء الجزيئية والهندسة الحيوية، أو من خلال التفرع التشريحي مثل: القلب والأوعية الدموية والجهاز العضلي الهيكلي والجهاز الهضمي، إلخ.

## التاريخ
جاءت الأفكار الأولية التي أدت إلى مبادرة الإنسان الفسيولوجي الافتراضي من مشروع اسمه «الفيزيوم». بدأ المشروع في عام (1997) وكان يمثل أول مجهود عالمي يُعَرف الفيزيوم بأسلوب تكنولوجي أي عن طريق قواعد البيانات المطورة والنماذج التي سهلت فهم الوظيفة التكاملية للخلايا والأعضاء والكائنات الحية. ركز المشروع على تجميع وتوفير مستودع مركزي لقواعد البيانات، التي من شأنها ربط المعلومات التجريبية الواقعية والنماذج الحسابية من العديد من المختبرات ومراكز الرعاية الصحية في إطار واحد منسجم.
بعد إطلاق مشروع فيزيوم، كان هناك العديد من المبادرات العالمية الأخرى والتي كانت غير مترابطة، وكانت جميعها تركز على تطوير طرق لنمذجة ومحاكاة السلوك الوظيفي لجسم الإنسان في حالة حدوث تغيرات في وظيفة الأعضاء الطبيعية بكلمات أخرى، تركز على محاكاة الفسيولوجيا المرضية. في عام 2005، عُقدت ورشة عمل للخبراء في مشروع فيزيوم كجزء من مؤتمر التصوير الوظيفي ونمذجة القلب في برشلونة حيث تم تقديم ورقة بيضاء بعنوان نحو الإنسان الفسيولوجي الافتراضي، أي نحو نمذجة ومحاكاة متعددة المستويات لتشريح ووظائف الإنسان. كان الهدف من هذه الورقة هو تشكيل نظرة عامة واضحة على أنشطة الإنسان الفسيولوجي الافتراضي الجارية، لبناء توافق في الآراء والتعاون حول كيفية استكمالها بمبادرات جديدة للباحثين في الاتحاد الأوروبي وتحديد التحديات البحثية المحتملة على المدى المتوسط والبعيد.
في عام 2006، قامت المفوضية الأوروبية بتمويل إجراء تنسيق ودعم بعنوان «ستيب» وهو إجراء لدعم تركيبية الفيزيوم الأوروبي. روج اتحاد «ستيب» لعملية إجماع كبيرة شملت أكثر من 300 من أصحاب المصلحة بما في ذلك الباحثين وخبراء الصناعة والسياسيين والأطباء، إلخ. وكانت النتيجة الرئيسية لهذه العملية كتيب بعنوان «زرع بذور EuroPhysiome» أي زرع بذور الفيزيوم الأوروبي، وخارطة الطريق للإنسان الفسيولوجي الإفتراضي ، كان إجراء «ستيب» وخارطة طريق المشروع الناتجة مفيدة في تطوير مفهوم الإنسان الفسيولوجي الإفتراضي، وفي بدء عملية أكبر بكثير تتضمن تمويلًا بحثيًا كبيرًا، ومشاريع تعاونية كبيرة، وعددًا من المبادرات المرتبطة، ليس فقط في أوروبا ولكن أيضًا في الولايات المتحدة واليابان والصين.
يشكل  الإنسان الفسيولوجي الافتراضي الآن هدفًا أساسيًا للبرنامج الإطاري السابع للمفوضية الأوروبية، ويهدف إلى دعم تطوير نماذج الحاسوب الخاصة بالمريض وتطبيقها في الرعاية الصحية الشخصية والتنبؤية للمريض. لذلك تهدف شبكة امتياز الإنسان الفسيولوجي الافتراضي إلى ربط مشاريع الإنسان الفسيولوجي الافتراضي المختلفة ضمن برنامج الإطار السابع.

## أهداف المبادرة
تلقت المشاريع المتعلقة بالإنسان الفسيولوجي الافتراضي تمويلًا كبيرًا من المفوضية الأوروبية من أجل مزيد من التقدم العلمي في هذا المجال، توضح المفوضية الأوروبية بقوة أن المشاريع المتعلقة بالإنسان الفسيولوجي الافتراضي تظهر مشاركة صناعية قوية وتشير بوضوح إلى عملية التطور من طريق العلوم الأساسية إلى الممارسة السريرية. وفي المستقبل، من المتأمل أن يؤدي الإنسان الفسيولوجي الافتراضي في النهاية إلى نظام رعاية صحية أفضل يهدف إلى تحقيق الفوائد التالية:
- حلول للرعاية الشخصية.
- تقليل الحاجة لإجراء التجارب على الحيوانات.
- إنتاج مناهج أكثر شمولية للطب.
- استخدام الأسلوب الوقائي لعلاج المرض.

تعد حلول الرعاية الشخصية هدفًا رئيسيًا للإنسان الفسيولوجي الافتراضي، مع تصميم بيئات نمذجة جديدة للحالة الصحية التنبؤية للمرضى لتحقيق سلامة أفضل للمرضى وفعالية للأدوية. ومن المتوقع أن يؤدي الإنسان الفسيولوجي الافتراضي أيضًا إلى تحسين الرعاية الصحية من خلال فهم أكبر للعمليات الفيسيولوجية المرضية. إن استخدام البيانات الطبية الحيوية من المريض لمحاكاة العلاجات والنتائج المحتملة يمكن أن يمنع المريض من تجربة علاجات غير ضرورية أو غير فعالة، ويمكن أن يؤدي استخدام النمذجة واختبار الأدوية في السيليكو (عن طريق محاكاة الحاسوب) أيضًا إلى تقليل الحاجة إلى التجارب على الحيوانات.
الهدف المستقبلي هو أنه سيكون هناك أيضًا منهاج أكثر شمولية للطب مع معاملة الجسم على أنه نظام واحد متعدد الأعضاء مرتبطة معاً بدلاً من مجموعة من الأعضاء الفردية غير المرتبطة، يجب أن تساعد الأدوات المتقدمة بشكل أكبر في تحسين نظام الرعاية الصحية الأوروبي على عدد من المستويات المختلفة التي تشمل التشخيص والعلاج والرعاية للمرضى وبشكل خاص تحسين نوعية الحياة.

## روابط خارجية
VPH Institute